# Volume telediastolico
Il volume telediastolico è il volume presente all'interno del ventricolo al termine della diastole. La contrazione cardiaca è in relazione a questo volume, infatti secondo la legge di Frank-Starling, maggiore sarà questo volume più i miociti si distenderanno permettendo una maggiore forza di contrazione durante la sistole.
Il volume telediastolico è di circa 110-120 ml. Durante la sistole, lo svuotamento ventricolare sia destro che sinistro, determina una diminuzione di tale volume all'incirca di 70 ml. Tale quantità è definita gittata sistolica e la parte del volume telediastolico che viene espulsa è detta frazione di eiezione, che deve essere superiore al 50% per essere definita nella norma. Il rimanente volume di sangue presente in ciascun ventricolo è definito telesistolico.